# Yona Kosashvili
Yona Kosashvili (hebreu: יונה קוסאשווילי‎; 3 de juliol de 1970) és un metge cirurgià i jugador d'escacs israelià. Nascut a Tbilisi, Geòrgia, es va traslladar a Israel quan era petit. Kosashvili és una de les poques persones del món que ha obtingut el títol de doctor en medicina i també el de Gran Mestre d'escacs. És un cirurgià ortopèdic especialitzat en una varietat de procediments, com ara l'artroscòpia i reemplaçament total d'articulacions. Kosashvili va ser cap del departament d'ortopèdia del Centre Mèdic Kaplan a Rehovot, Israel, i actualment és cap del departament d'ortopèdia de l'Hospital Beilinson de Pétah Tiqvà, Israel. El doctor Kosashvili participa activament en l'àmbit acadèmic gràcies al seu paper com a instructor clínic de cirurgia ortopèdica a la Universitat de Tel-Aviv. A despit que mai ha jugat als escacs professionalment, ha obtingut el títol de Gran Mestre, i el 1995 va ocupar el lloc 93 del món.

## Entrenament i gestió d'escacs
A més de competir activament, Yona va ser el capità i entrenador de l'equip júnior israelià el 1993. Un dels seus alumnes va guanyar el Campionat del món júnior sub 14 el 1992, mentre que un altre estudiant seu va obtenir el segon lloc al Campionat del món sub 12.
Abans de començar el seu servei militar, va publicar un llibre per a entrenadors d'escacs que va ser adoptat per la Federació Israeliana d'Escacs com a guia oficial d'entrenadors. El 1995, va ser el director gerent del Campionat d'Europa d'escacs juvenil.

## Vida personal
El 1999, Kosashvili es va casar amb la Mestra Internacional Zsófia Polgár i tenen dos fills, Alon i Yoav. Tota la família va emigrar posteriorment a Toronto, Canadà, però cap al 2012 es van traslladar de nou a Israel. Altres jugadors d'escacs famosos de la família són les Grans Mestres Zsuzsa Polgár i Judit Polgár.